# Isotoma neglecta
Isotoma neglecta är en urinsektsart som beskrevs av Schaeffer 1900. Isotoma neglecta ingår i släktet Isotoma och familjen Isotomidae. Inga underarter finns listade i Catalogue of Life.